# 財部彪
財部 彪（たからべ たけし、1867年5月10日（慶応3年4月7日） - 1949年（昭和24年）1月13日）は、日本の海軍軍人、政治家。海兵15期首席。
最終階級は海軍大将。栄典は従二位勲一等功三級。宮崎県都城市出身。
妻の「いね」は、山本権兵衛（海軍大将）の娘。

## 概要
都城藩士、財部（児玉）実秋の二男。
攻玉社を経て明治22年（1889年）、海軍兵学校15期を首席で卒業。
明治26年（1893年）、日清戦争で出征。日露戦争では、大本営作戦参謀を務める。
以後、海軍次官を務め、大正8年（1919年）、海軍大将。
加藤友三郎内閣で海軍大臣となり、その後、第2次山本内閣、加藤高明内閣、第1次若槻内閣、濱口内閣の4内閣において海相を務める。
昭和5年（1930年）、ロンドン海軍軍縮会議において若槻禮次郎らとともに全権となり、同条約に調印した。
しかし海軍軍令部はこれに著しく不満で、犬養毅や鳩山一郎らが率いる政友会と協力し、同会議における浜口内閣の行為は統帥権干犯にあたると攻撃した（統帥権干犯問題）。財部は、同条約が批准された翌日に海相を辞任することとなった。
1932年（昭和7年）4月、海軍大将の年齢満限により、後備役となり現役を去った。
昭和24年（1949年）1月13日、肝臓がんのため東京都目黒区駒場の自宅で死去。81歳没。墓所は青山霊園(1イ2-13)。

## 家族
- 父・財部実秋(1827－1913) ‐ 薩摩藩士。維新後は神職、戸長を務め、歌人でもあった。日向出身。通称・雄右衛門、号に梅廼舎,布留廼舎。[6]
- 妻の「いね」は伯爵山本権兵衛の娘である[1]。財部は、兵学校15期のクラスメートである広瀬武夫と、貴顕の娘を娶らない、と互いに約束していた[7]。この縁談が持ち上がると、広瀬は山本の家に乗り込み「財部はあんたの娘を貰わなくても出世できる男だ」[7]と山本に談じ込んだが、山本の妻から「広瀬さん、あたしの娘は、権兵衛の娘であるがゆえに、いい人と結婚はできないのでしょうか」[7]と泣きつかれて矛を収めた[7]。1897年（明治30年）結婚、媒酌人は同郷の上原勇作（当時、参謀本部第四部長陸軍中佐、妻は野津道貫の娘）夫妻であった。
- 長男・財部武雄（1901-） ‐ 三菱商事勤務。
- 三男・財部真幸（1910-1989） ‐ 広告代理店「日放」社長[8]。妻の球子は男爵東郷安の長女[9]。幼稚舎から大学まで慶応に通い、ラグビー部所属[8]。真幸の下に3人弟がおり、皆ハンサムなスポーツマンだったことから青年時代は「財部家四兄弟」と呼ばれて良家の子女の憧れだったという[10]。
- 娘婿の佐藤健は男爵佐藤達次郎の長男[11]。

## 人物
- 1930年（昭和5年）に開かれたロンドン海軍軍縮会議の際、日本政府全権を務めた。この軍縮会議での財部らの行動は戦後の歴史評論家をはじめ、評価する声が多いが、当時の世論では非国民扱いされた。会議後に欧州旅行をした事を非難したマスコミ達による誹謗も加わり財部らが帰国した際、東京駅や丸の内のオフィス街には財部らを罵倒する群衆が殺到し「売国奴財部を葬れ」「英米の前に拝跪して国を売り君命を辱めたる降将財部。速やかに自決して罪を謝せ」などと書かれた檄文が何百枚も撒き散らされたという。
- 国立国会図書館「憲政資料室」に日記などが保管され、その複写文書が一般に供されている。そのうち海軍次官時代のものは山川出版社より、近代日本史料選書12-1・2として公刊されている。
- 同じ海軍の山梨勝之進や野村吉三郎、永野修身らと同様に小原國芳の理解者であり、支援者として知られる。玉川学園の顧問なども務めた。

## 「財部親王」
帝国海軍の人事制度では、海軍兵学校の卒業席次を基礎とするハンモックナンバー（兵学校同期生間の先任順位）が大きく影響し、兵学校同期生の間で進級や補職に差がついた。ただし、兵学校の下の期のクラスヘッド（最先任者）が、前の期のクラスヘッドを超えて進級することはなかった。
また、皇族の海軍士官は例外であった。皇族の海軍士官は、大佐への進級まではクラスヘッドと同時に、少将への進級からはクラスヘッドを超えて進級した（例外もあった）。
財部は兵学校15期クラスヘッドであり、クラスメートの広瀬武夫が、財部の岳父となる山本権兵衛に「財部はあんたの娘を貰わなくても出世できる男だ」と言ったように、最初から出世が約束されていたとも言える。しかし財部は、山本権兵衛の女婿として、山本の威光により異例の速さで進級し、「財部親王」と陰口を叩かれた。
財部と兵学校15期のクラスメートである岡田啓介は、回顧録で下記のように述べている。

### 海軍中将以上（兵10期 - 兵18期、主要な者）の中将進級時期
兵15期クラスヘッドである財部は、大正2年（1913年）12月に中将に進級している。
兵15期の前後となる兵10期 - 兵18期で、海軍中将以上に至った者のうち、主な者（秦郁彦『日本陸海軍総合事典（第2版）』に立項されている者から、適宜選定）の兵学校卒業席次と中将進級時期は以下のとおり。
財部のクラスである兵15期については、『日本陸海軍総合事典（第2版）』に立項されており、かつ中将以上に至った者を、全て挙げた。
兵学校卒業席次の出典。中将進級時期の出典。
- 兵10期（明治16年10月卒業[18]）

加藤定吉（1位）大正元年12月
山下源太郎（4位）大正元年12月
名和又八郎（17位）大正元年12月

- 兵11期（明治17年12月卒業[19]）

村上格一（2位）大正元年12月
- 兵12期（明治19年12月卒業[20]）

江頭安太郎（1位）大正2年1月（同年同月に待命、死去）
山屋他人（5位）大正2年12月
有馬良橘（16位）大正2年12月
- 兵13期（明治19年12月卒業[21]）

伊藤乙次郎（1位）大正4年12月
黒井悌次郎（4位）大正3年5月
野間口兼雄（6位）大正3年5月
栃内曽次郎（22位）大正3年5月
- 兵14期（明治20年7月卒業[22]）

松村龍雄（3位）大正5年12月
佐藤鉄太郎（5位）大正5年12月
鈴木貫太郎（13位）大正6年6月
- 兵15期（明治22年4月卒業[1]）

財部彪（1位）大正2年12月
竹下勇（3位）大正6年6月
小栗孝三郎（5位）大正6年6月
中野直枝（6位）大正6年12月
岡田啓介（7位）大正6年12月
向井弥一（38位）大正9年12月（最終階級は海軍中将）
- 兵16期（明治23年4月卒業[23]）

井出謙治（2位）大正6年12月
- 兵17期（明治23年7月卒業[24]）

秋山真之（1位）大正6年12月（同年同月に待命、7年2月に死去）
山路一善（3位）大正7年12月
- 兵18期（明治24年7月卒業[25]）

伏見宮博恭王（）大正5年12月
加藤寛治（1位）大正9年12月
佐藤皐蔵（6位）大正9年12月
安保清種（11位）大正9年12月

## 年譜
- 1889年（明治22年）- 4月20日 海軍兵学校卒業（15期）、命 海軍少尉候補生
- 1890年（明治23年）- 7月9日 海軍少尉に任官
- 1891年（明治24年）
  - 8月28日 「松島」航海士[26]
  - 12月14日 フランス出張
- 1892年（明治25年）- 12月21日 海大丙号学生
- 1894年（明治27年）- 12月7日 海軍大尉に進級、巡洋艦「高雄」分隊長
- 1899年（明治32年）
  - 4月25日 イギリス駐在、駆逐艦「霓」回航委員長
  - 9月29日 海軍少佐
- 1900年（明治33年）- 6月22日 「霓」艦長
- 1903年（明治36年）- 9月26日 海軍中佐に進級

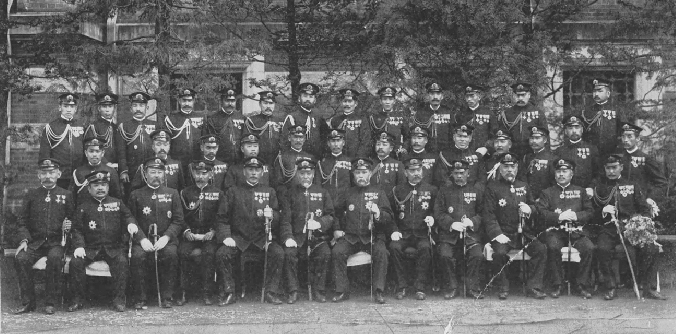
日露戦争の海軍凱旋式に集った連合艦隊各部の指揮官
および海軍省と軍令部の首脳
（後列左から6人目が財部、1905年10月22日）。

- 1905年（明治38年）- 1月12日 海軍大佐に進級
- 1907年（明治40年）
  - 1月17日 イギリス差遣
  - 9月28日 巡洋艦「宗谷」艦長
- 1908年（明治41年）
  - 9月15日 戦艦「富士」艦長
  - 12月10日 第一艦隊参謀長
- 1909年（明治42年）- 12月1日 海軍少将に進級、海軍次官（ - 1914年4月16日）
- 1913年（大正2年）- 12月1日 海軍中将に進級
- 1915年（大正4年）
  - 2月5日 第三艦隊司令官
  - 12月13日 旅順要港部司令官
- 1917年（大正6年）- 12月1日 舞鶴鎮守府司令長官に親補される。
- 1918年（大正7年）- 12月1日 佐世保鎮守府司令長官に親補される。
- 1919年（大正8年）- 11月25日 海軍大将に親任される。
- 1922年（大正11年）- 7月27日 横須賀鎮守府司令長官に親補される。
- 1923年（大正12年）- 5月15日 加藤友三郎内閣で海軍大臣（ - 1924年1月7日）
- 1924年（大正13年）- 6月11日 第2次山本内閣で海軍大臣、続く加藤高明内閣と第1次若槻内閣でも留任（ - 1927年4月20日）
- 1929年（昭和4年）
  - 7月2日 浜口内閣で海軍大臣（ - 1930年10月3日）
  - 11月18日 ロンドン海軍軍縮会議全権
- 1930年（昭和5年）10月[1] - 軍事参議官に親補される[1]。
- 1932年（昭和7年）4月[1] - 後備役[1]（海軍大将の年齢満限による[4]）
- 1937年（昭和12年）4月7日 - 退役
- 1947年（昭和22年）11月28日 - 公職追放の仮指定を受ける[28]。
- 1949年（昭和24年）1月13日 - 肝臓がんにより死去。81歳没。

## 栄典
位階
- 1891年（明治24年）12月14日 - 正八位[29]
- 1894年（明治27年）12月28日 - 従七位[30]
- 1898年（明治31年）3月8日 – 正七位[31]
- 1899年（明治32年）10月31日 - 従六位[32]
- 1903年（明治36年）12月19日 - 正六位[33]
- 1905年（明治38年）2月14日 - 従五位[34]
- 1910年（明治43年）2月21日 - 正五位[35]
- 1913年（大正2年）3月10日 - 従四位[36]
- 1918年（大正7年）2月12日 - 正四位[37]
- 1920年（大正9年）5月10日 - 従三位[38]
- 1923年（大正12年）5月21日 - 正三位[39]
- 1928年（昭和3年）7月2日 - 従二位[40]

勲章等
| 受章年                     | 略綬 | 勲章名                   | 備考 |
| -------------------------- | ---- | ------------------------ | ---- |
| 1895年（明治28年）11月18日 |      | 勲六等単光旭日章         |      |
| 1895年（明治28年）11月18日 |      | 明治二十七八年従軍記章   |      |
| 1900年（明治33年）11月30日 |      | 勲五等瑞宝章             |      |
| 1901年（明治34年）11月20日 |      | 勲四等瑞宝章             |      |
| 1906年（明治39年）4月1日   |      | 功三級金鵄勲章           |      |
| 1906年（明治39年）4月1日   |      | 勲三等旭日中綬章         |      |
| 1906年（明治39年）4月1日   |      | 明治三十七八年従軍記章   |      |
| 1915年（大正4年）4月24日   |      | 勲二等瑞宝章             |      |
| 1915年（大正4年）11月7日   |      | 勲一等瑞宝章             |      |
| 1915年（大正4年）11月7日   |      | 大正三四年従軍記章       |      |
| 1915年（大正4年）11月10日  |      | 大礼記念章               |      |
| 1920年（大正9年）1月30日   |      | 旭日大綬章               |      |
| 1920年（大正9年）11月1日   |      | 戦捷記章                 |      |
| 1921年（大正10年）7月1日   |      | 第一回国勢調査記念章     |      |
| 1930年（昭和5年）12月5日   |      | 帝都復興記念章           |      |
| 1931年（昭和6年）4月11日   |      | 旭日桐花大綬章           |      |
| 1940年（昭和15年）8月15日  |      | 紀元二千六百年祝典記念章 |      |

外国勲章佩用允許
| 受章年                     | 国籍                         | 略綬 | 勲章名                                                   | 備考 |
| -------------------------- | ---------------------------- | ---- | -------------------------------------------------------- | ---- |
| 1902年（明治35年）12月11日 | イタリア王国                 |      | 王冠第三等勲章                                           |      |
| 1902年（明治35年）12月11日 | ベルギー王国                 |      | レオポール剣付第四等勲章                                 |      |
| 1902年（明治35年）12月11日 | シャム王国                   |      | 白象第四等勲章                                           |      |
| 1902年（明治35年）12月11日 | イギリス帝国                 |      | 皇帝皇后両陛下戴冠記念章                                 |      |
| 1906年（明治39年）6月28日  | スウェーデン王国             |      | コマンドールドラヅージェームクラスドロルドルドレペー勲章 |      |
| 1908年（明治41年）1月20日  | オーストリア＝ハンガリー帝国 |      | 鉄冠第二等勲章                                           |      |
| 1910年（明治43年）4月1日   | 大韓帝国                     |      | 韓国皇帝陛下南西巡幸記念章                               |      |
| 1925年（大正14年）7月28日  | チリ共和国                   |      | 有功第一等記章                                           |      |
| 1927年（昭和2年）8月26日   | スペイン王国                 |      | 海軍有功白色第四級勲章                                   |      |

## 日記
- 『財部彪日記 海軍次官時代 上・下』、坂野潤治・廣瀬順晧・増田知子・渡辺恭夫編（山川出版社、1983年）
- 『財部彪日記 海軍大臣時代』、尚友倶楽部・季武嘉也・櫻井良樹編（芙蓉書房出版、2021年）
- 『財部彪日記 大正十年・十一年―ワシントン会議と海軍』、尚友倶楽部・季武嘉也編（芙蓉書房出版「尚友ブックレット」、2024年）